# Червов Вадим Сергійович
Вадим Сергійович Червов (25 грудня 1930 — 8 квітня 2000) — український віолончеліст російського походження, професор, викладач, завідувач кафедрою струнно-смичкових інструментів НМАУ ім. Чайковського.
Грав у складі тріо із Віталієм Сєчкіним (фортепіано) та Олексієм Гороховим (скрипка).

## Біографія

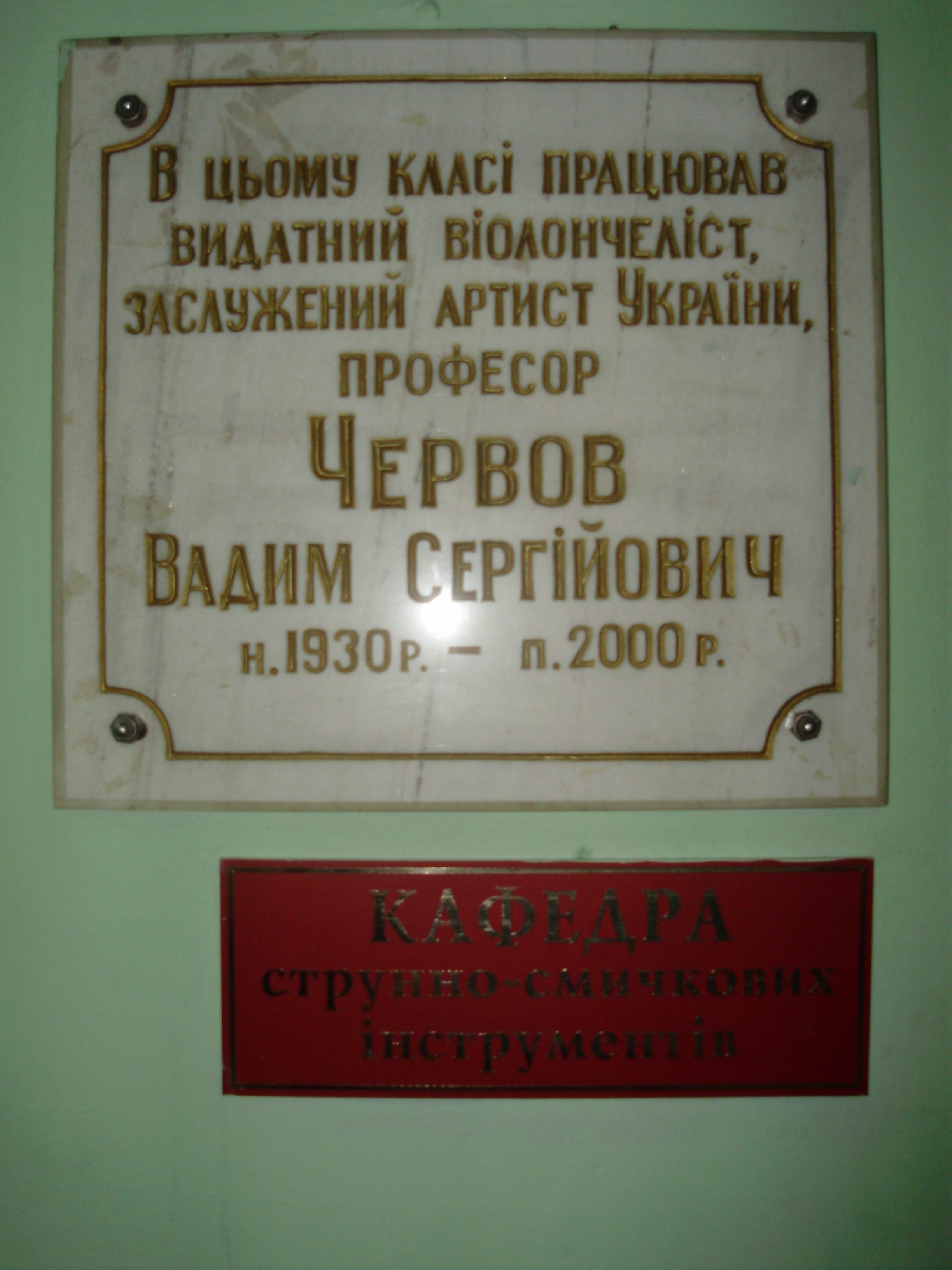
Табличка біля 37 авдиторії у НМАУ ім. Чайковського на честь Вадима Червова

Народився 25 грудня 1930 року у Ярославлі, РРФСР. Музичну освіту отримав в Московській консерваторії у класі Г. С. Козолупової та М. Л. Ростроповича (педагогічна практика), яку закінчив у 1952 році. Вадим Червов — лауреат Міжнародного конкурсу віолончелістів на ІІІ Всесвітньому фестивалі молоді й студентів у Берліні (1951, 2-га премія)
Від 1958 року Вадим Червов працює у НМАУ ім. П. І. Чайковського. З 1965 очолив відділ струнно-смичкових інструментів Академії. Брав участь у роботі журі на конкурсах віолончелістів серед республік колишнього СРСР, України, та міжнародних конкурсів. (Був головою журі міжнародного конкурсу ім. М. В. Лисенка у Києві.) Здійснив численні аудіозаписи віолончельної, зокрема, української віолончельної музики.

## Джерело
- Довідник [Архівовано 5 березня 2016 у Wayback Machine.]